# Tabebuia insignis
Tabebuia insignis là một loài thực vật có hoa trong họ Chùm ớt. Loài này được (Miq.) Sandwith miêu tả khoa học đầu tiên năm 1937.